# Max Rüdenberg

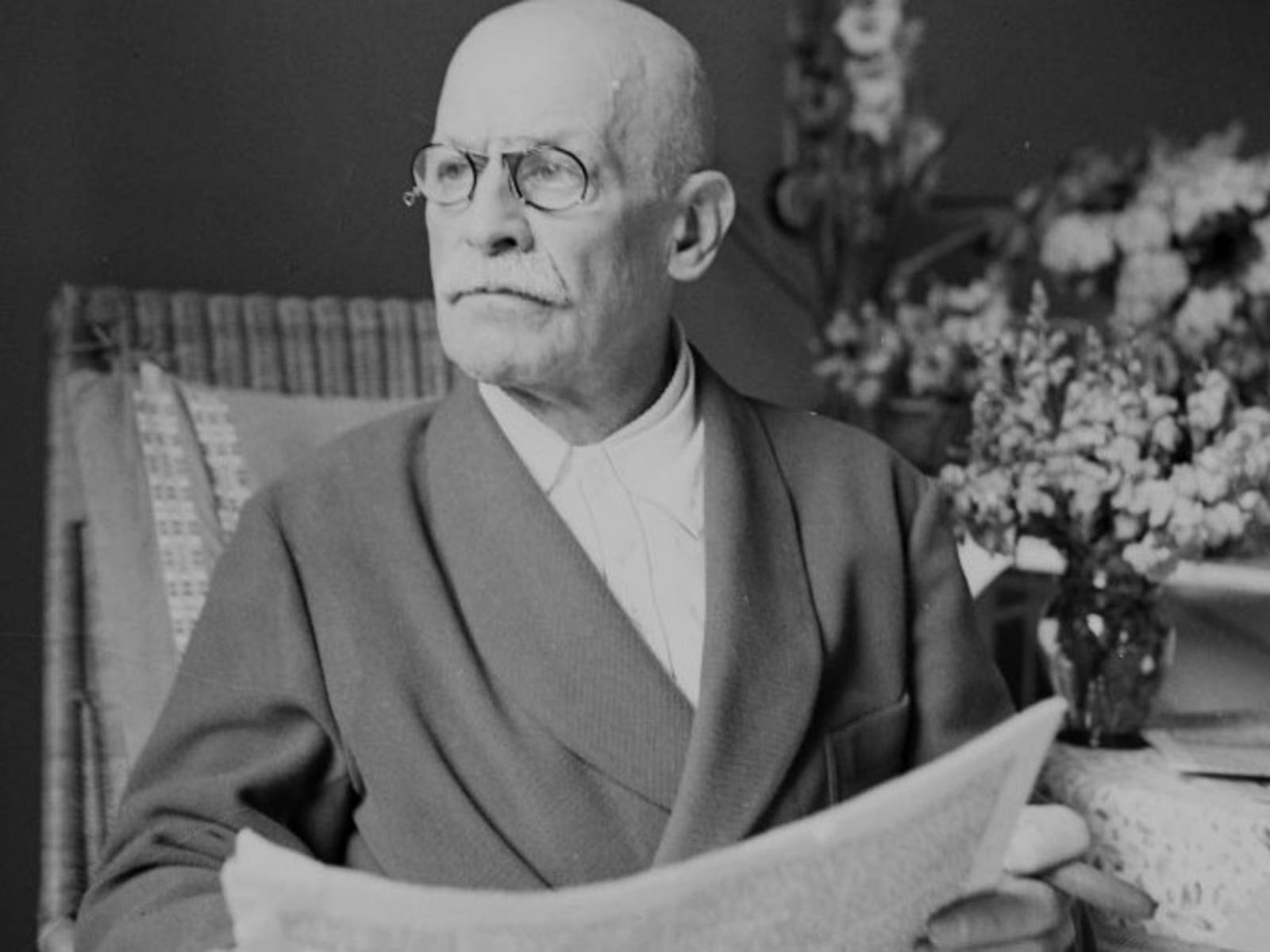
Max Rüdenberg mit Zeitung;
Innenaufnahme von Will Burgdorf, um 1930

Max Rüdenberg (geboren 9. April 1863 in Bad Oeynhausen; gestorben 26. September 1942 im Konzentrationslager Theresienstadt) war ein deutscher Bettfedern-Fabrikant, Kommunalpolitiker, Kunstsammler und Opfer des Holocaust.

## Leben

### Familie

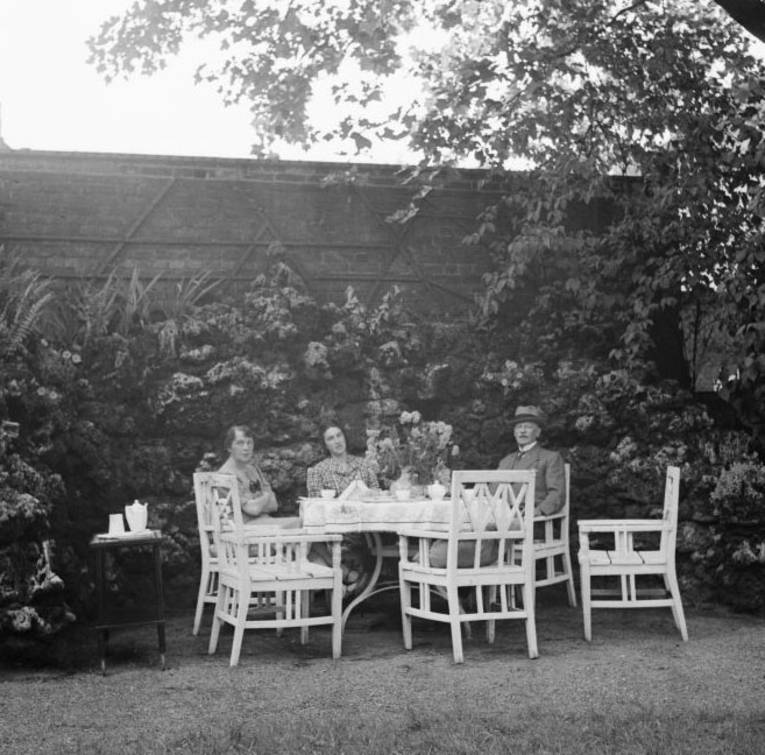
„Familie Max Rüdenberg im Garten ihrer Villa Schwanenburg“ in Limmer;
Foto von Will Burgdorf

Max Rüdenberg entstammte einer jüdischen Familie. Er war der Enkel von Marcus Rüdenberg, Sohn von Gustav Rüdenberg, Neffe des Wülfeler Bettfedernfabrikanten Georg Rüdenberg sowie Cousin des Kaufmanns Gustav Rüdenberg und des Elektroingenieurs Reinhold Rüdenberg.
1899 heiratete Max Rüdenberg Margarethe Grünberg.

### Werdegang

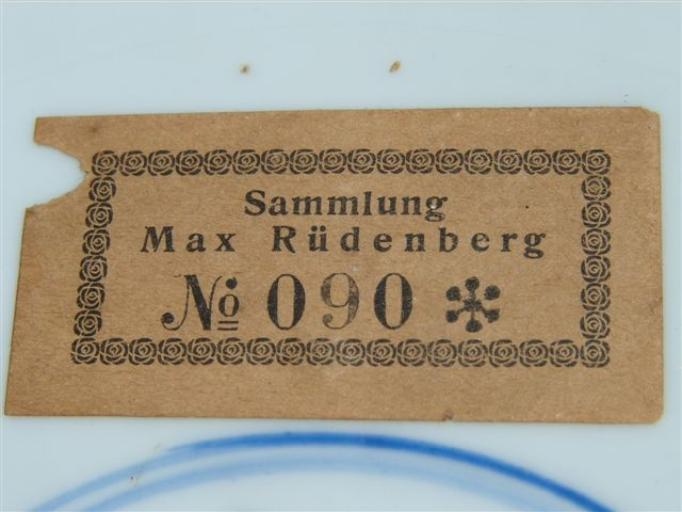
Provenienznachweis, veröffentlicht von der Koordinierungsstelle für Kulturgutverluste

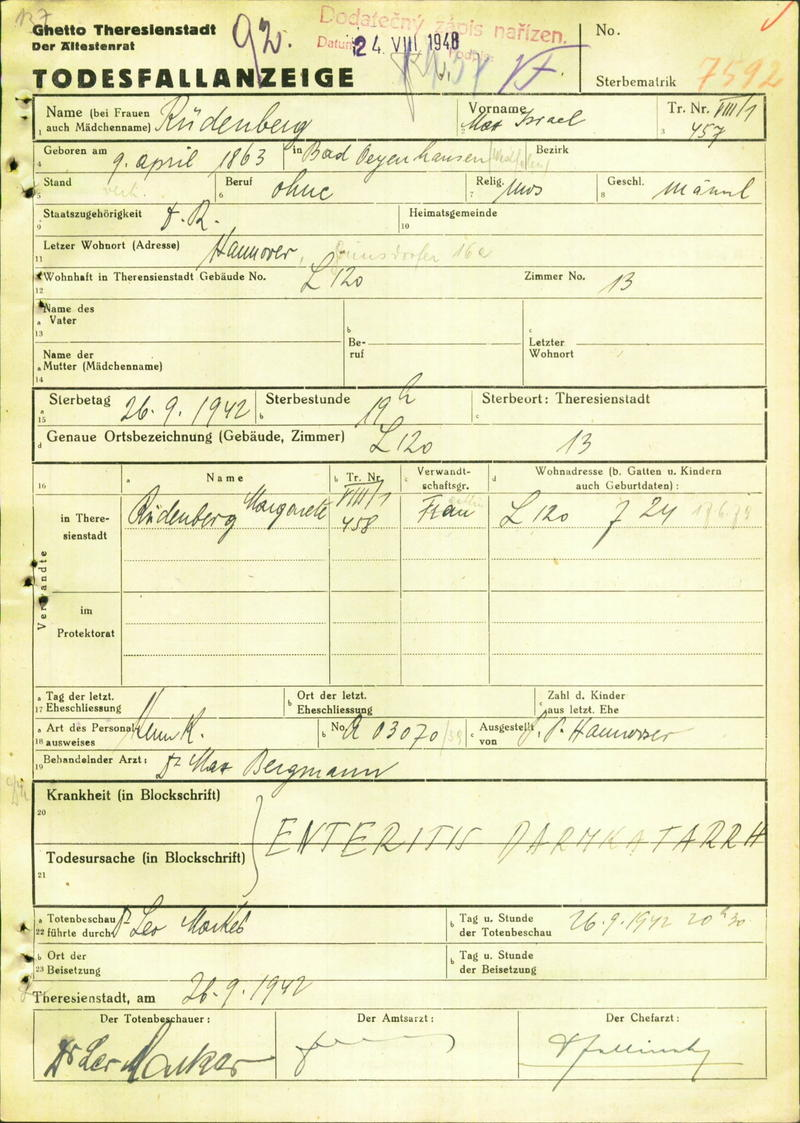
Vordruck Ghetto Theresienstadt, Der Ältestenrat, Todesfallanzeige ...

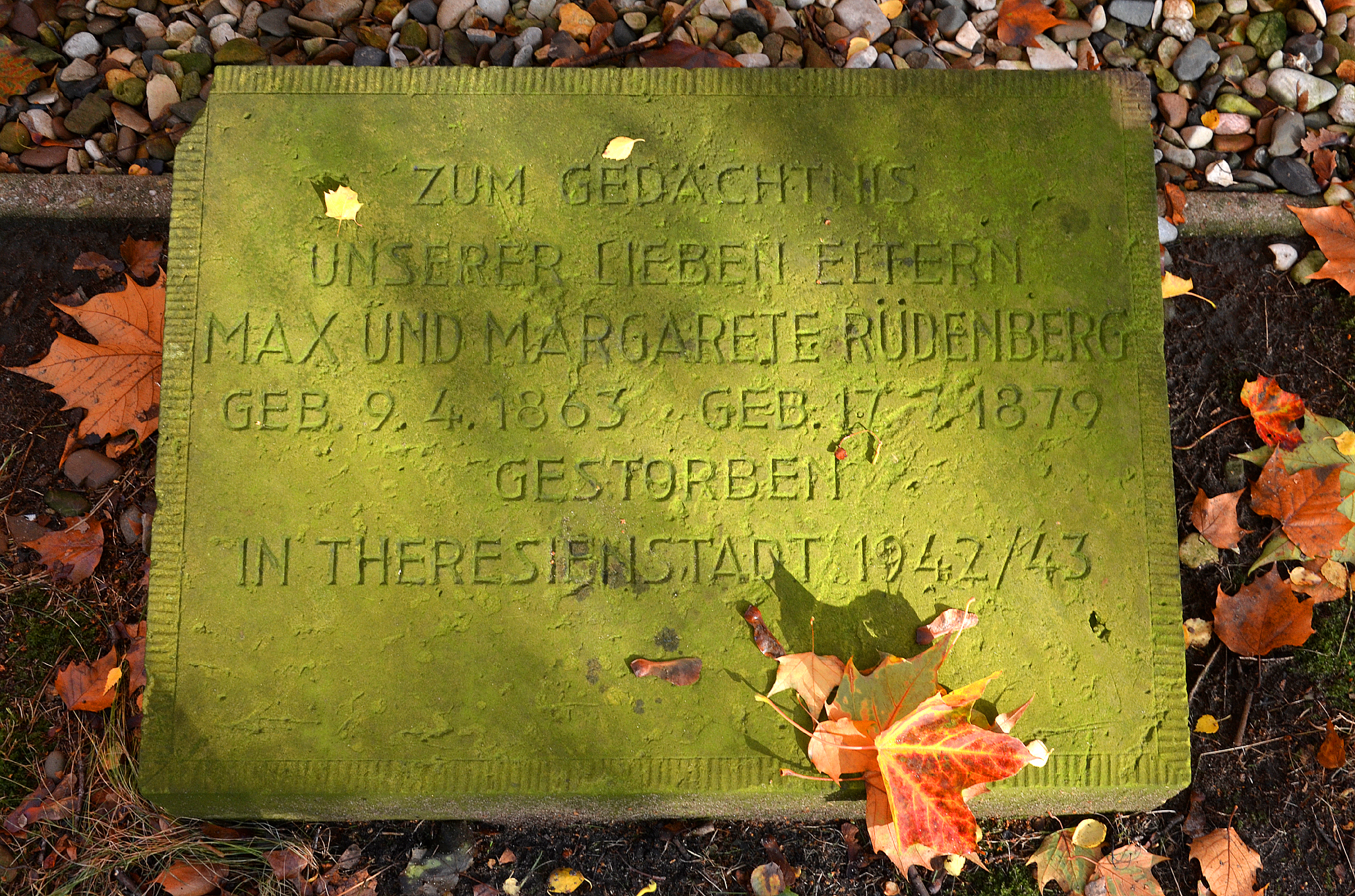
Anstelle eines Grabsteines setzten die Kinder des Ehepaars Rüdenberg diesen Gedenkstein an der Kapelle auf dem Jüdischen Friedhof an der Strangriede in der Nordstadt von Hannover

Geboren in Bad Oeynhausen, wurde der Kaufmannssohn Max Rüdenberg 1889 zunächst Teilhaber der Bettfedernfabrik seines Onkels Georg, später Alleininhaber. Nach 1896 wurde die Fabrik von Wülfel nach Limmer verlegt, wo Rüdenberg 1904 zum Schatzmeister des Warteschulvereins Limmer gewählt wurde. Die Bürger von Linden wählten Rüdenberg 1909 zu ihrem Bürgervorsteher, eine Aufgabe, die Max Rüdenberg bis in die Weimarer Republik im Jahr 1920 wahrnahm. Unterdessen gehörte er 1916 zu den Gründungsmitgliedern der Kestner-Gesellschaft.
Vermutlich begann das Interesse Rüdenbergs an ostasiatischer Kunst auf einer seiner Handelsreisen nach China, von wo er Rohmaterialien für seine Bettfedernfabrik importierte. 1920 begann er mit dem Aufbau einer Sammlung, darunter Werke aus Porzellanen und Keramiken, Figuren aus Elfenbein, Plastiken aus Bronze und Holz sowie Rollenbilder.
Ebenfalls 1920 wurde Rüdenberg, nach der Vereinigung der bis dahin selbständigen Industriestadt Linden mit Hannover, in das Bürgervorsteherkollegium der nun vergrößerten Stadt gewählt, eine Aufgabe, der er bis 1924 nachkam.
Nach der Machtergreifung durch die Nationalsozialisten wurden die Rüdenbergs Opfer antijüdischen Aktionen: Im Zuge der sogenannten „Arisierungen“ verlor die Familie 1938 ihr eigenes Wohnhaus, die Fabrik und ihr sonstiges Vermögen. 1941 wurde die China-Sammlung von Max Rüdenberg erst im Kestner-Museum eingelagert, 1942 schließlich auch formell enteignet und zugunsten der Stadt Hannover und einiger Privatleute aufgeteilt. Im selben Jahr wurden Max und seine Ehefrau Margarethe am 23. Juli 1942 deportiert in das Ghetto Theresienstadt, wo das Ehepaar zu Tode kam.

## Nachwirkungen
- In der noch jungen Bundesrepublik Deutschland wurde das ehemals beschlagnahmte Vermögen der Familie Max Rüdenbergs restituiert; die Stadt Hannover übereignete den Erben auch die ehemalige Raubkunst.[1]
  - Davon abweichend gab es allerdings Differenzen[3] bei dem Aquarell Marschlandschaft mit rotem Windrad von Karl Schmidt-Rottluff aus dem Jahre 1922, dessen Vorbesitzer Max Rüdenberg war und das über den Kunsthändler Hildebrand Gurlitt in die Sammlung des Schokoladenfabrikanten Bernhard Sprengel und seiner Frau Margrit gelangte[4] und später als Stiftung an die Bürger der niedersächsischen Landeshauptstadt und somit in das Sprengel Museum Hannover.[5] Am 27. Juni 2017 wurde das Aquarell an die Erben der Rüdenbergs restituiert und übergeben.[6]
- Seit 1994 sind die Namen und Schicksale von Max und seiner Ehefrau Margarethe Rüdenberg auf einer der Schrifttafeln am Mahnmal für die ermordeten Juden Hannovers nahe dem Opernhaus eingraviert.[1]
- Zur Erinnerung an Max und Margarethe Rüdenberg wurden 2008 zwei Stolpersteine vor dem Grundstück Wunstorfer Straße 18 im hannoverschen Stadtteil Limmer verlegt.[1]

## Ehepaar-Rüdenberg-Weg
2010 bat der Arbeitskreis Stadtentwicklung Limmer den Rat der Stadt Hannover um eine „Namensgebung für den Weg entlang dem Stichwehgrundstück zur Fösse und Leine hin in »Ehepaar-Rüdenberg-Weg«“:

„Das Gedenken an das Ehepaar Margarethe und Max Rüdenberg als jüdische Opfer der Hitler – Diktatur [soll] mit einer solchen Namensgebung [bewahrt werden].“

Die Beschlussvorlage vom interfraktionellen „Antrag gem. § 10 der Geschäftsordnung des Rates in die Sitzung des Stadtbezirksrates Linden-Limmer am 29. September 2010“ an die Bezirksbürgermeisterin Barbara Knoke durch den Stadtbezirksrat Linden-Limmer lautete: „Der Weg, der die Franz-Nause-Straße über die Wunstorfer Straße zur Fösse und zur Leine hin verlängert, erhält den Namen »Ehepaar-Rüdenberg-Weg«“ – und wurde dann zurückgezogen.

## Margarethe-und-Max-Rüdenberg-Platz
Am 10. Mai 2017 wurde dem Antrag 15-1259/2017 stattgegeben, den bisher namenlosen Platz zwischen der Brunnenstraße und der Tegtmeyerstraße in Limmer dem Ehepaar Rüdenberg zu widmen. Die ursprüngliche Antragstellung lautete auf die Benennung in „Ehepaar-Rüdenberg-Platz“. Dieser Antrag wurde abgewandelt, um eine Verwechselung mit dem im Stadtteil Seelhorst vorhandenen Rüdenbergweg zu vermeiden. Die Einweihung des Margarethe-und-Max-Rüdenberg-Platzes erfolgte im Beisein der Nachkommen am 22. September 2017.

## Medienecho (Auswahl)
- Karin Hurrle (Red.): Die Stadt Hannover verweigert Restitution privater Kunst / Enkel fordern die Rückgabe des wertvollen Aquarells von Karl Schmidt-Rottluff (vom Sprengel Museum Hannover), online auf der Seite Nachrichten Regional vom 1. Oktober 2013